# Killing Moon Records
La Killing Moon Records è un'etichetta discografica indipendente fondata nel 2008 a Londra, in Inghilterra.

## Storia
L'etichetta è stata fondata da Achal Dhillon, che aveva in precedenza lavorato per diverse aziende, tra cui la Mercury Records, Columbia Records e Quest Management. La Killing Moon ha svolto un ruolo essenziale per la promozione di artisti come Alt-J, Foxes, Royal Blood e Clean Bandit. L'etichetta, inoltre, svolge la funzione di A&R responsabile della scoperta di nuovi artisti per la Universal Music Group, in seguito ad un accordo concluso nel 2012 tra Dhillon e Sarah Stennett, fondatrice della Turn First Artists, un'azienda appartenente alla Universal.
I dischi della Killing Moon vengono distribuiti su territorio nazionale e internazionale dalla The Orchard. L'etichetta ha curato la pubblicazione della serie di compilation dal titolo New Moons assieme a Ally McCrae della BBC Radio 1. Inoltre, promuove una serie di concerti organizzati attraverso collaborazioni con Live Nation, NME e diversi promotori indipendenti.